# Gimnasia y Esgrima Concepción del Uruguay
Club Gimnasia y Esgrima – argentyński klub piłkarski z siedzibą w mieście Concepción del Uruguay leżącym w prowincji Entre Rios

## Osiągnięcia
- Mistrz ligi regionalnej Liga de Concepción del Uruguay: 41 razy
- Mistrz Torneo del Interior: 1995

## Historia
Klub założony został 8 lutego 1917 roku. W roku 2002 klub był bliski awansu do pierwszej ligi - przegrał jednak w barażach z Unión Santa Fe. W wyniku słabego sezonu 2003/04 klub spadł z drugiej ligi i obecnie występuje w trzeciej lidze argentyńskiej Torneo Argentino A.